# 六舟

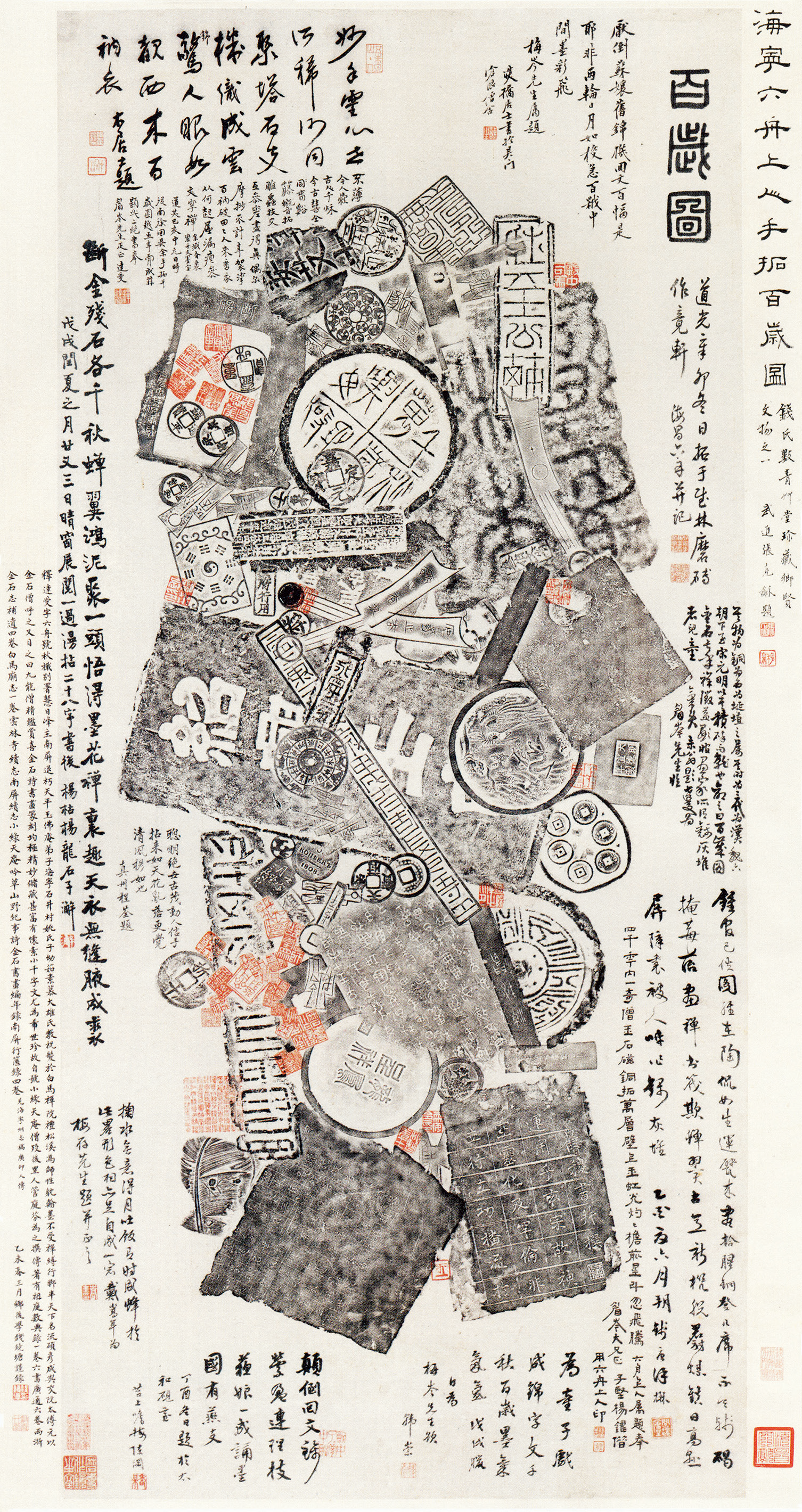
六舟為阮元所作《百歲圖》

六舟（1791年—1858年），俗名姚际仁，法号达受，字六舟，号秋檝，别署慧日峰主、南屏退叟等，世人多以其字称呼之，浙江海宁石井村人，清代佛教僧人、金石学家。其传拓手艺精湛，尤以其“全形拓”技艺闻名。阮元称其为“金石僧”“九能僧”。

## 生平
六舟幼年丧父，九岁即到海宁白马庙拜松溪和尚师，十七岁正式剃发出家。二十八岁于灵隐寺受三大戒。三十岁时，六舟前往净慈寺参谒松光上人，得到上人器重，遂传承其衣钵，为临济正宗。道光乙酉（1825），六舟成为湖州萩港演教寺住持，翌年游历天台。至道光丁亥（1827）辞职回净慈寺，又前往镇江旅行，游览金山、焦山。道光戊子（1828），六舟协助修撰《云林寺志》。道光丙申（1836），經吳康甫介紹結識歙縣商人、墨匠程木庵。兩人一會即相見恨晚，六舟應程氏邀請前往徽州銅鼓齋為其傳拓，在那裡完成了作品《剔燈圖》。道光丁酉（1837），江苏巡抚陈芝楣聘任六舟为沧浪亭畔大云庵住持。又受何绍基之邀至阳羡拓《国山碑》。道光己亥（1839），阮元听闻六舟碑拓之艺，向陈云伯索求六舟所拓彝器。同年，六舟与阮元同游瘦西湖。翌年（1840）五月末，六舟前往徽州程木庵家，拓鼎彝千种，計四大卷。此後兩年，六舟大多在徽州為程氏傳拓，與其形成一種僱傭關係，前後在徽州約四年。道光丙午（1846）受瑞郡王奕志邀请前往京师，游春泽园。道光戊申（1848），六舟住持南屏山净慈寺，至道光庚戌（1850）退居万峰山房。咸丰元年（1851），六舟与管庭芬同游绍兴大禹陵、吼山，参谒了天童寺、阿育王寺。后因足疾，回到海宁白马庙。咸丰戊午（1858）六月十四日，六舟圆寂。葬在海宁芦长桥北。

## 技艺
六舟以多艺闻名当时。他精于鉴别、刻竹、凿砚以及传拓，能够以传拓再现青铜器的全形，为其独门绝技。在六舟自撰年谱《宝素室金石书画编年录》中，他自叙说：“壮岁行脚所至，穷山邃谷之中，遇有摩崖必躬自拓之，或于鉴赏之家得见钟鼎彝器，亦必拓其全形。”其技艺是受传于嘉兴人马傅岩。徽州人程木庵初次见到六舟的全形拓技艺时“谓创从来未有之事，开金石家一奇格。仰望慈云，莫慰饥渴。”便立即聘请他前往家乡传拓自己收藏的器物。在全形拓制作过程中，六舟使用的是“朴子颖拓”技法（如《芸窗清供》），也有先绘图制版，版上施拓的方法（如《焦山周鼎款识》），亦有直接在器物上椎拓的案例（如《秦量》和《秦量反面》）。
六舟还通过传拓的方式绘制锦灰堆，为好友阮元绘制了《百岁图》。据《前尘梦影录》记载，《百岁图》“先以六尺匹巨幅，外廓草书一大寿字，再取金石百种捶拓，或一角，或上或下，皆不见全体着纸。须时干时湿，易至五六次，始得蒇事。”此外，六舟还嗜好收藏古砖。张廷济《严氏古砖存》序中说，六舟收藏古砖“奇奇怪怪，时出寻常耳目之外”六舟本人则说：“余性嗜金石，集所得古砖计五百余种”。书法方面，六舟擅长行草，崇拜怀素。又擅飞白书；绘画方面，六舟擅长画花卉，尤擅画梅。管庭芬《南屏退叟传》说：“（六舟）学画于南屏付法师松光，然杂卉以白阳为宗，画梅兼擅二树、冬心之胜。”其他方面，六舟能篆刻，西泠印社藏有其作品。又能竹刻、制砚，他曾用自己收藏的晋永宁二年古砖凿磨成砚。

## 著作
按钱境塘在六舟作品的裱边题记，六舟的著作有如下数种：
- 《祖庭数典录》一卷
- 《六书广通》六卷
- 《两浙金石志补遗》四卷
- 《白马庙志》一卷
- 《云林寺续志》
- 《南屏续志》
- 《小绿天庵吟草》
- 《山野纪事诗》
- 《金石书画编年录》
- 《南屏行篋录》四卷